# 城塚登
城塚 登（しろつか のぼる、1927年7月20日 - 2003年4月18日）は、日本の倫理学者・社会思想史家。東京大学名誉教授。元共立女子大学学長。

## 略歴
東京都生まれ。東京大学文学部哲学科倫理学専攻卒、同大学院中退、1957年東京大学教養学部専任講師、1959年助教授、1969年教授（社会思想史）、1988年定年退官、共立女子大学学長を務めた。日本倫理学会会長など。
ドイツの哲学・社会思想を研究、ヘーゲル、マルクスからフランクフルト学派まで幅広く著述を行なった。

## 著書
- 『社会主義思想の成立 若きマルクスの歩み』（弘文堂） 1955、のち改訂版『若きマルクスの思想 社会主義思想の成立』（勁草書房） 1986
- 『フォイエルバッハ』（勁草書房） 1958
- 『近代社会思想史』（東京大学出版会） 1960
- 『新人間主義の哲学 疎外の克服は可能か』（日本放送出版協会、NHKブックス）1972
- 『ヘーゲル 人類の知的遺産』（講談社） 1980、（講談社学術文庫） 1997
- 『社会思想史』（旺文社、ラジオ大学講座） 1983
- 『社会思想史』（放送大学教育振興会） 1985
- 『社会思想史講義』（有斐閣） 1998、ちくま学芸文庫 2023

### 共編著
- 『青年と思想』（淡野安太郎, 松田ふみ子共著、文教書院） 1961
- 『社会思想史入門』（編、有斐閣） 1965
- 『実存と社会 倫理学の基本問題』（小倉志祥共編、東京大学出版会） 1965
- 『社会倫理の探究』（淡野安太郎共編、勁草書房） 1968
- 『拒絶の精神 マルクーゼの全体像』（大光社） 1969
- 『論理学のすすめ』（大森荘蔵共編、筑摩書房） 1971
- 『哲学の名著12選』（古田光, 廣川洋一, 中野幸次, 竹田篤司, 上妻精, 飯島宗享, 岩永達郎, 新田義弘, 市倉宏祐共編著、学陽書房） 1972
- 『西洋哲学史』（有斐閣双書） 1973
- 『社会思想史の展開』（北樹出版） 1986
- 『ヘーゲル社会思想と現代』（濱井修共編、東京大学出版会） 1989
- 『社会思想史の構図』（八千代出版） 1989
- 『社会思想史上のマルクス』（共著、情況出版） 1993
- 『現代哲学への招待 哲学は現代の課題にどう答えるか』（有斐閣選書） 1995

## 翻訳
- 『実存主義かマルクス主義か』（ジェルジ・ルカーチ、生松敬三共訳、岩波書店） 1953
- 『三つの戦術 革命論の思想的背景』（S・ムーア、岩波書店） 1964
- 『経済学・哲学草稿』（カール・マルクス、田中吉六共訳、岩波文庫） 1964
- 『開かれた哲学と開かれた社会 カール・ポパー批判』（モーリス・コーンフォース、共訳、紀伊国屋書店） 1972
- 『ユダヤ人問題によせて・ヘーゲル法哲学批判序説』（マルクス、岩波文庫） 1974
- 『歴史と階級意識』（ルカーチ、古田光共訳、白水社） 1975
- 『社会科学の論理 ドイツ社会学における実証主義論争』（アドルノ, ポパー他、濱井修共訳、河出書房新社） 1979
- 『芸術の哲学 ハイデルベルク美学論稿 1912 - 1914』（ジョルジ・ルカーチ、高幣秀知訳、紀伊国屋書店） 1979
- 『批判理論の貧困 アドルノ、マルクーゼ、ハーバーマスへの内在的批判』（ギュンター・ロールモーザー、竹村喜一郎訳、理想社） 1983